# Stanislav Turudija
Stanislav Turudija (potpukovnik) (1870. – 1937.) austrougarski časnik, zapovjednik II. bojne 22. pješačke pukovnije. Proslavio se u bitkama na Srbijanskom i Talijanskom bojištu. 

## Životopis
Rođen je u Prijedoru, u sjeverozapadnoj Bosni. Godine 1887. pristupio je u Vojnu školu u Trstu. 1891. postaje časnik, a već 1892. dobiva mjesto poručnika u 97. pješačkoj pukovniji. Tijekom službe u 97. pukovniji naučio je, uz njemački i talijanski, tečno pričati slovenski jezik te se s njim koristio kao materinjim jezikom. 1907. dobiva čin satnika i premještaj u 29. pukovniju u kojoj ostaje kratko.
1913. godine dolazi u Zadar i dobiva novi premještaj i u svibnju te godine postaje zapovjednik 9. satnije, III. bojne, 22. pukovnije, s kojom će iduće godine krenuti u Prvi svjetski rat. 
Prvi svjetski rat
Kao satnik sudjeluje na Srbijanskom bojištu u sastavu 13. brdske brigade. Njegova satnija sudjeluje u izvađanjima i pripremi terena, Drinu prelaze 8. rujna, a 13. rujna sudjeluju u teškim borbama na Sokolskoj planini. Zbog hrabrosti u ovim okršajima odlikovan je Željeznom krunom 3. stupnja s mačevima, prvi časnik 22. pukovnije odlikovan u borbi. Krajem listopada unaprijeđen je u bojnika
Kao bojnik stekao je slavu na Talijanskom bojištu uspješnom obranom "kote 383" kod mjesta Plava tijekom Prve sočanske bitke. Kasnije tijekom Treće sočanske bitke njegova II. bojna uspješno pomaže bojnama iz 23. domobranske pod zapovjedništvom potpukovnik Noea u obrani Podgore. 
Nakon ovih uspjeha, druga bojna postaje interventna postrojba 58. pješačke divizije. 
Tijekom Šeste sočanske bitke, 6. kolovoza, 1916., u pokušaju da se probije do opkoljene III. bojne, 37. domobranske na brdu Sabotin, "Turudijina bojna" izvršava protunapad, ali se ne uspijeva probiti do odsječenih dalmatinaca, a uskoro i sama biva opkoljena te se nakon šesnaest sati borbi, s ojačanom talijanskom divizijom, predaje. 
Druga bojna je uništena, gotovo dvije trećine vojnika je ubijeno ili ranjeno, a ostatak uključujući i Turudiju se predaje. Turudija će ostatak rata provesti po talijanskim logorima.
Ostatak života
Nakon izlaska iz zarobljeništva, živi u Ljubljani. Iz Ljubljane seli u Kragujevac gdje se zapošljava u tvornici oružja, u kojoj radi do mirovine. Umire 1937. u Kragujevcu.
Vojni red Marije Terezije
Udruga veterana 22. pukovnije, predala je zahtjev da se potpukovnika Turudiju odlikuje najvišim austrijskim odličjem za hrabrost, Vojnim redom Marije Terezije, za iskazanu hrabrost tijekom Šeste sočanske bitke. Prijedlog se i danas čuva u vojnom arhivu u Beču.